# Troop 111 Boy Scout Cabin
La Troop 111 Boy Scout Cabin est une cabane américaine située à Gloucester Courthouse, dans le comté de Gloucester, en Virginie. Achevée en 1937, cette cabane en rondins est inscrite au Virginia Landmarks Register depuis le 23 septembre 2021 et au Registre national des lieux historiques depuis le 18 novembre 2021.